# American Farm Bureau Federation

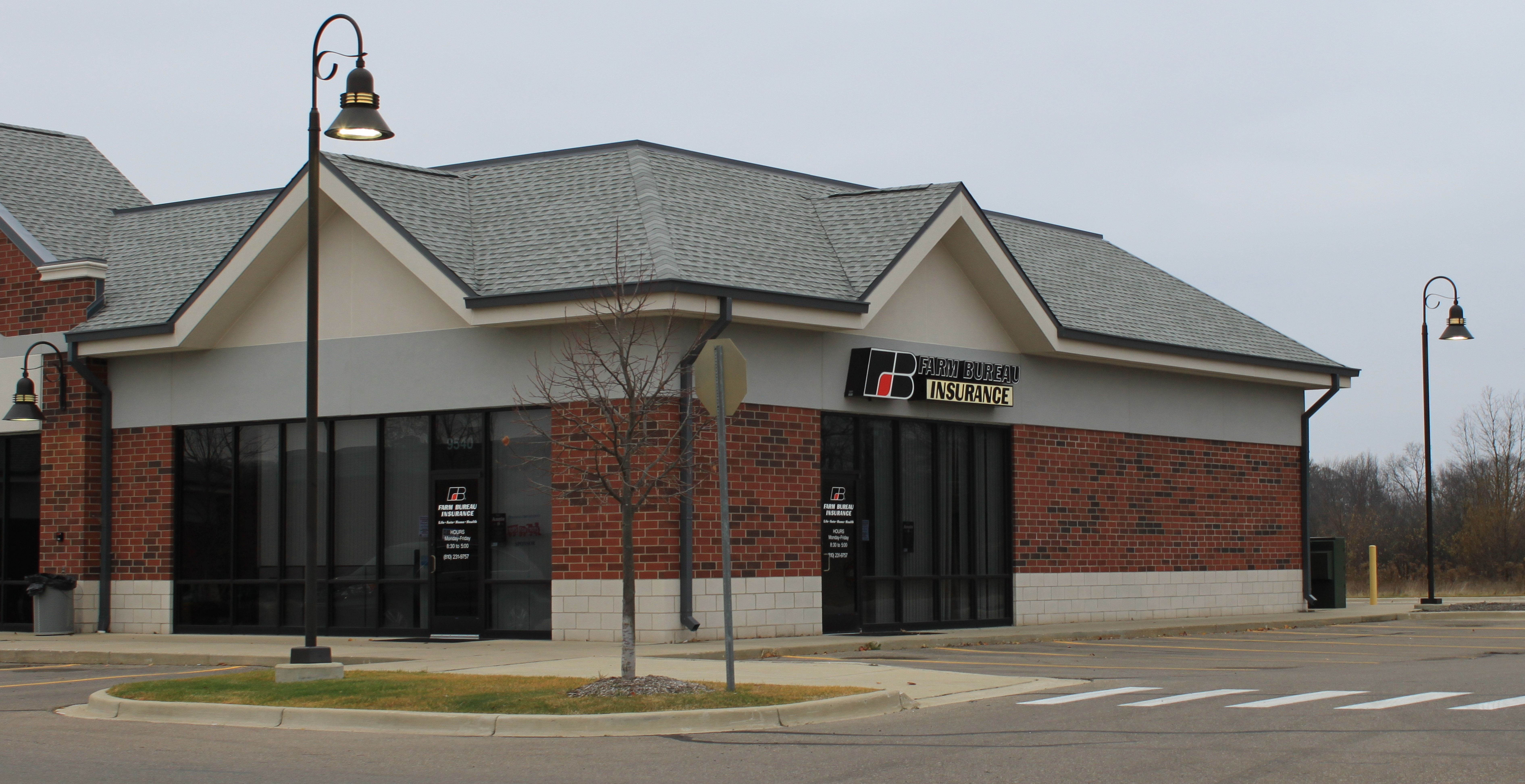
Ufficio Farm Bureau a Pinckney, Michigan

L'American Farm Bureau Federation (AFBF), più comunemente noto come Farm Bureau Insurance e Farm Bureau Incorporated (FB), è una compagnia assicuratrice e un gruppo di pressione con sede negli Stati Uniti che rappresenta l'industria agricola americana. Con sede a Washington, il Farm Bureau ha filiali in tutti i 50 stati e a Porto Rico.

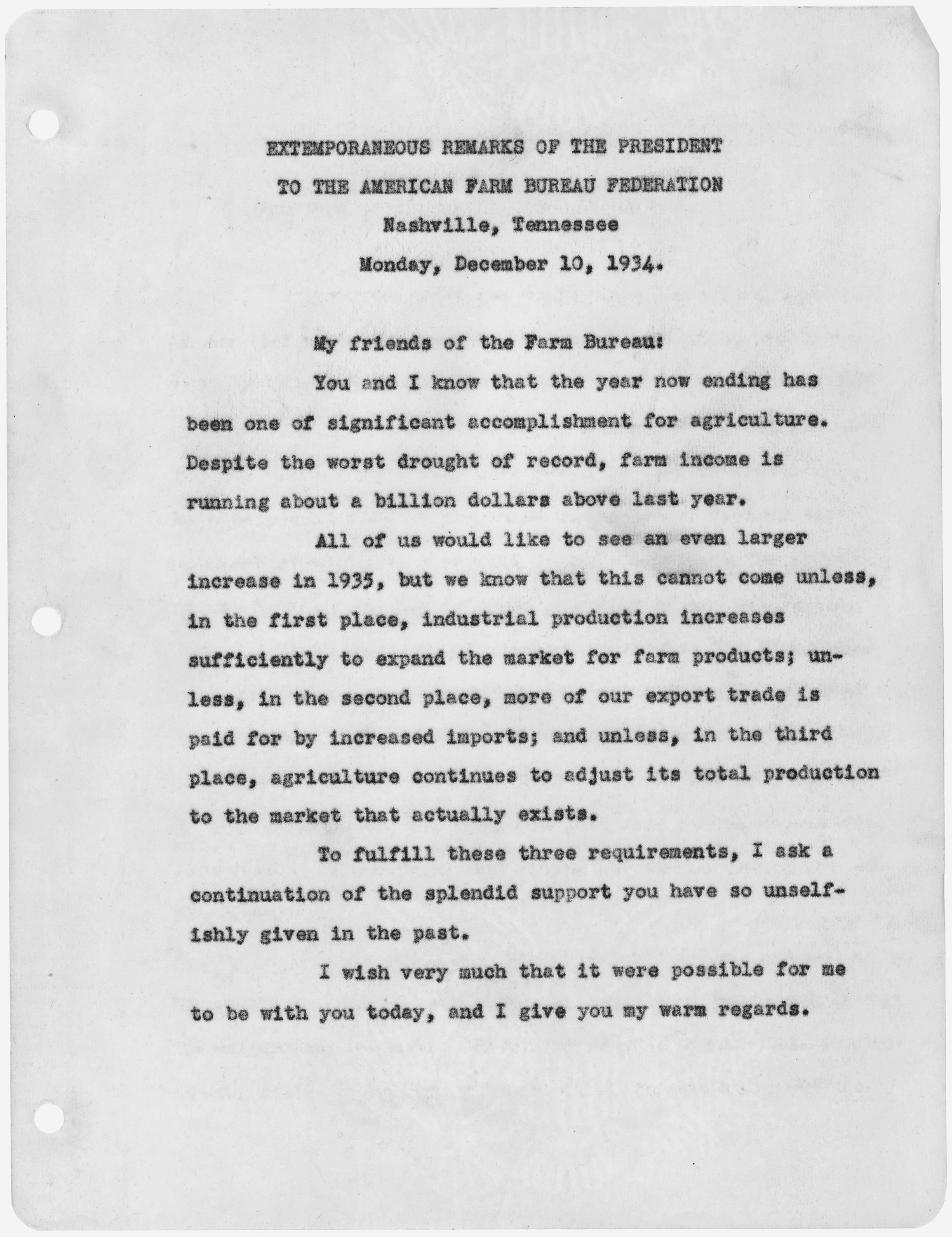
1935 osservazioni di FDR per l'American Farm Bureau Federation sull'agricoltura durante la Grande Depressione

## Storia
Il movimento Farm Bureau ebbe inizio nel 1911 quando John Barron, un agricoltore laureato alla Cornell University, lavorava come agente di estensione nella Contea di Broome nello stato di New York e rappresentò il Farm Bureau, per conto degli agricoltori, presso la Camera di commercio di Binghamton. Lo sforzo era stato finanziato dal Dipartimento dell'Agricoltura degli Stati Uniti e dalla Lackawanna Railroad. Il Broome County Farm Bureau fu presto separato dalla Camera di Commercio. Altri uffici agricoli in seguito si andarono costituendo nelle contee degli Stati Uniti.
Nel 1914, con l'approvazione dello Smith-Lever Act del 1914, il Congresso degli Stati Uniti accettò di condividere con gli stati il costo dei programmi per la fornitura di "agenti di contea", che fornivano informazioni agli agricoltori sui metodi migliorati di allevamento e produzione agricola sviluppati da aziende agricole dei college e stazioni sperimentali, che si è poi evoluto nel moderno Servizio di estensione cooperativa.
Nel 1915, gli agricoltori riuniti nella contea di Saline nel Missouri, formarono il primo Farm Bureau in tutto lo stato.
Nel 1919, un gruppo di agricoltori di 30 stati si riunì a Chicago e venne fondata l'American Farm Bureau Federation con l'obiettivo di "parlare per se stessi attraverso la propria organizzazione nazionale".
Gli uffici agricoli locali e statali iniziali (1910-1940) avevano una funzione sociale ed educativa che promuoveva gli sforzi del servizio di estensione, e perseguivano anche le funzioni di potere negoziale in comune per l'acquisto di forniture come sementi e attrezzature (paragonabile a tale riguardo alle aziende agricole in forma di società cooperativa, ma con il potenziale per un'unificazione più ampia) e la capacità condivisa di fornire assicurazioni contro gli incendi e sui veicoli per le loro aziende agricole, attraverso sia il potere negoziale (nell'acquisto di assicurazioni in gruppo) sia con la capacità di autoassicurazione (nella formazione di nuove compagnie di assicurazione in proprio); erano paragonabili a tale riguardo alle mutue assicuratrici (e anzi fondarono varie società del genere). In tutte queste funzioni, gli uffici agricoli locali e statali divennero così la cosa più vicina a un sindacato di agricoltori o a un'associazione di categoria per agricoltori che esisteva negli Stati Uniti al di fuori delle piccole cooperative.
Con la formazione dell'American Farm Bureau Federation nazionale, gli uffici locali e statali formarono una rete di sindacati con un'organizzazione madre nazionale, in qualche modo analoga a una federazione di sindacati come l'AFL-CIO (la presenza di singole aziende agricole familiari, almeno all'inizio, invitava anche ad un confronto con le associazioni di categoria).
Anche l'American Farm Bureau Federation sviluppò una presenza di gruppo di pressione. Entro la seconda guerra mondiale, l'organizzazione era la "rappresentante più influente dei grandi agricoltori". L'AFBF esercitò pressioni per modificare i programmi del New Deal in modo che favorissero le grandi aziende agricole con molti dipendenti rispetto alle aziende familiari; insieme al Dipartimento dell'Agricoltura degli Stati Uniti, questi "sostenitori di un'agricoltura meccanizzata e altamente commercializzata hanno contribuito ad avviare un brusco passaggio di due decenni alle macchine e al lavoro salariato".
Un'indagine del 2012 di The Nation ha dettagliato le operazioni politiche federali e statali su larga scala del Farm Bureau.
Il Farm Bureau ha 22 lobbisti registrati. Nel 2012, è stato il principale contributore di candidati federali, partiti e gruppi esterni con pagamenti di oltre 1 milione di $, con il 62% ai repubblicani. Nell'ultimo decennio, il Farm Bureau ha speso 16 milioni di dollari, ovvero il 45% dell'importo totale speso dai dieci maggiori interessi agroalimentari negli Stati Uniti
Il Farm Bureau ha sostenuto il Fighting Hunger Incentive Act del 2014 (HR 4719; 113º Congresso), un disegno di legge che modificherebbe le leggi fiscali federali per estendere ed espandere permanentemente alcune disposizioni scadute che fornivano una detrazione fiscale rafforzata per le aziende che donavano il loro surplus alimentare a organizzazioni di carità. Il Farm Bureau ha sostenuto che, senza l'imposta write-off, "è più economico, nella maggior parte dei casi, gettare il cibo piuttosto che donarlo".

### Cambiamento climatico
Il Farm Bureau si è a lungo opposto alla regolamentazione o alla tassazione dei gas serra e alla politica climatica che, secondo l'organizzazione, ridurrebbe la competitività dell'agricoltura americana, specialmente mentre gli agricoltori e le imprese di altre nazioni rimangono alleggeriti dalle limitazioni delle emissioni. L'opposizione del Farm Bureau alla regolamentazione relativa ai cambiamenti climatici è iniziata con misure di regolamentazione cap-and-trade, che secondo il Farm Bureau avrebbero aumentato i prezzi del carburante e dei fertilizzanti per gli agricoltori. A quel tempo,  la posizione ufficiale del Farm Bureau era che "non esiste una valutazione scientifica generalmente concordata dell'esatto impatto o dell'entità delle emissioni di carbonio dalle attività umane, del loro impatto sui decenni passati di riscaldamento o di come influenzeranno i futuri cambiamenti climatici". Nel 2003, gli economisti del Farm Bureau si sono uniti agli all'Hudson Institute e all'Heartland nella pubblicazione di un documento che definiva la regolamentazione statale o federale dei gas serra "non necessaria, enormemente costosa e particolarmente dannosa per la comunità agricola".
La sessione sui cambiamenti climatici dell'incontro nazionale 2010 del Farm Bureau era intitolata "Riscaldamento globale: una bugia incandescente?" e ha caratterizzato il negazionista del cambiamento climatico Christopher C. Horner, un avvocato neoliberista delCompetitive Enterprise Institute, un gruppo ampiamente sostenuto dall'industria che si oppone fermamente ai limiti sui gas serra. Durante l'incontro, i delegati hanno approvato all'unanimità una risoluzione che "sostiene fermamente qualsiasi azione legislativa che sospenda l'autorità dell'EPA di regolare i gas serra ai sensi del Clean Air Act". Poco prima dell'incontro, l'Unione degli scienziati interessati ha inviato al gruppo una lettera in cui sottolineava che la sua posizione sul cambiamento climatico è contraria a quella di tutte le principali organizzazioni scientifiche e l'ha esortato a sostenere l'azione sul cambiamento climatico. Il segretario all'agricoltura degli Stati Uniti Tom Vilsack ha affermato che gli agricoltori hanno più da guadagnare dal cap-and-trade di quanto possano perdere.
Nel 2019, il Farm Bureau ha smesso di negare pubblicamente il cambiamento climatico, ma rimane contrario a soluzioni non basate sul mercato. Continua a sostenere che le restrizioni al carbonio e alle emissioni aumenteranno i costi dell'energia e dei fertilizzanti e ostacoleranno la competitività degli agricoltori americani. Si oppone alle tasse sugli usi o sulle emissioni di carbonio, a qualsiasi legge o regolamento che richieda la comunicazione di eventuali emissioni di gas serra da parte di un'entità agricola, a qualsiasi regolamento di gas a effetto serra da parte dell'EPA e a qualsiasi tentativo di regolare le emissioni di metano da parte del bestiame.